# Paul Motian

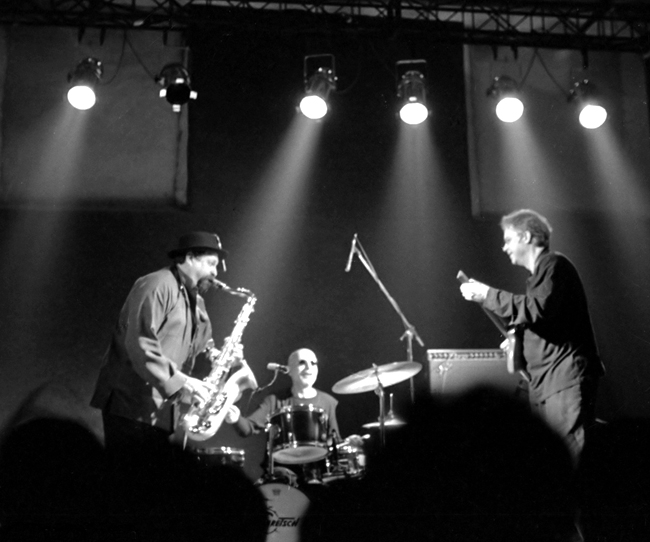
Joe Lovano, Paul Motian en Bill Frisell in Rome

Stephen Paul Motian [ˈmoʊ.ʃən] (Philadelphia, 25 maart 1931 - New York, 22 november 2011) was een Amerikaans jazzdrummer en -componist.

## Biografie
Motian groeide op in Providence, Rhode Island. Al tijdens zijn middelbareschooltijd tot 1949, speelde hij in diverse schoolbands. Tijdens de Koreaanse oorlog was hij soldaat bij de US Navy. In 1955 verhuisde hij naar New York. Daar ontmoette hij Bill Evans, aan wiens debuutalbum New Jazz Conceptions hij meewerkte en met wie hij (1956/57) in Tony Scotts band speelde. Hij werkte met musici als Oscar Pettiford (1957), Lennie Tristano (1958/59), in het Ensemble van Zoot Sims en Al Cohn (1959), maar ook met George Russell en Sonny Rollins, voor hij in 1959 het Bill Evans Trio vormde, met Scott LaFaro op bas. Dit trio was een keerpunt in het pianotrio-spel, waarin tot dan toe de ritmesectie louter begeleiding was van het solo-instrument, maar nu werd omgevormd tot een geëmancipeerde, vrijere, op klankkleur gerichte interactie. Exemplarisch hiervoor zijn de legendarische opnames van de 25 juni 1961 in New Yorks Village Vanguard (Sunday at the Village Vanguard en Waltz for Debby, op Riverside). Nog geen twee weken later verongelukte LaFaro. Chuck Israël nam zijn plaats in, daarna in 1963 kort Gary Peacock, voordat Motian de band verliet.
In de jaren 1960 speelde Motian daarnaast onder bandleiders, zoals Coleman Hawkins, Mose Allison, Perry Robinson, Charles Lloyd,  Pharoah Sanders en, vreemd genoeg, op het Woodstockfestival met de zanger Arlo Guthrie. Met de pianist Paul Bley speelde hij voor het eerst in 1963 in het Trio met Gary Peacock en onderzocht hij Free Jazz. Aan het einde van de jaren '60 speelde hij vervolgens met Keith Jarrett en Charlie Haden, eerst als trio, later met Dewey Redman uitgebreid tot het Keith Jarrett Quartet. Dat maakte van 1967 tot 1976 meer dan tien albums voor verschillende labels. Daarnaast speelde hij bij Carla Bley's jazzopera Escalator over the Hill en Hadens Liberation Music Orchestra.
Sinds het begin van de jaren 1970 trad Motian in toenemende mate ook als bandleider en componist naar buiten. Het in München gevestigde ECM-Label bracht zijn eerste albums Conception Vessel (1972), Tribute (1974) en Dance (1977) uit, waarop Keith Jarrett, Charlie Haden, Leroy Jenkins, Sam Brown, David Izenzon en Carlos Ward meespeelden.
In 1980 begon de zeer productieve samenwerking met Bill Frisell en Joe Lovano, die beide ongeveer 20 jaar jonger waren dan hij. Eerst in een kwintet met een andere saxofonist (Billy Drewes en Jim Peper) en Ed Schuller op bas, later als basloos trio op It Should've Happened a Long Time Ago (1984), Monk in Motian (1988), Time and Time Again (2007). Of op zijn beurt uitgebreid met zijn meest consistente partner, Charlie Haden op Paul Motian op Broadway Vol. I–III. Of in 1990 in het geval van een Bill Evans tribute-album uitgebreid met Marc Johnson op bas. Daarnaast speelde hij met pianisten: eerst en vooral met Paul Bley, maar ook met Geri Allen, Eric, Watson, Marilyn Crispell, Bobo Stenson, Enrico Pieranunzi, Stéphan Oliva en in 2010 met Jason Moran en Chris Potter op saxofoon, een ander basloos trio. Potter speelde vanaf 1997 in Trio 2000 waarmee Motian zijn albumserie met standards Op Broadway voortzette. Een vaste gast van dit trio was Masabumi Kikuchi, die ook de pianist was van het in 1991 opgerichte trio Tethered Moon (met Gary Peacock Bas), dat opviel met eigenzinnige interpretaties van de muziek van Kurt Weill, Edith Piaf en Puccini. Daarnaast is nog de in 1992 opgerichte Electric Bebop Band Motians te noemen, die met twee elektrische gitaren, een elektrische basgitaar en saxofoon(s), voornamelijk composities van Charlie Parker, Thelonious Monk, Bud Powell en Miles Davis opnieuw interpreteerde. 
Paul Motian overleed in november 2011 op 80-jarige leeftijd in een ziekenhuis in Manhattan aan de complicaties van een ziekte van het beenmerg (multipel myeloom).

## Discografie (selectie)
Als leider
- 1972: Conception Vessel (ECM) met Keith Jarrett, Sam Brown, Leroy Jenkins, Becky Friend, Charlie Haden
- 1975: Tribute (ECM) met Carlos Ward, Sam Brown, Paul Metzke, Charlie Haden
- 1977: Dance (ECM) met Charles Brackeen, David Izenzon
- 1979: Le Voyage (ECM) met Charles Brackeen, Jean-François Jenny-Clark
- 1982: Psalm (ECM) met Joe Lovano, Billy Drewes, Bill Frisell, Ed Schuller
- 1984: The Story of Maryam (Soul Note) met Joe Lovano, Jim Pepper, Bill Frisell, Ed Schuller
- 1984: It Should’ve Happened a Long Time Ago (ECM) met Joe Lovano, Bill Frisell
- 1985: Jack of Clubs (Soul Note) met Joe Lovano, Jim Pepper, Bill Frisell, Ed Schuller
- 1987: Misterioso (Soul Note) met Joe Lovano, Jim Pepper, Bill Frisell, Ed Schuller
- 1988: Monk in Motian (JMT) met Joe Lovano, Bill Frisell + Geri Allen, Dewey Redman
- 1988: On Broadway Vol. I (JMT) met Joe Lovano, Bill Frisell, Charlie Haden
- 1989: On Broadway Vol. II (JMT) met Joe Lovano, Bill Frisell, Charlie Haden
- 1989: One Time Out (Soul Note) met Joe Lovano, Bill Frisell
- 1990: Bill Evans (JMT) met Joe Lovano, Bill Frisell, Marc Johnson
- 1992: On Broadway Vol. III (JMT) met Joe Lovano, Lee Konitz, Bill Frisell, Charlie Haden
- 1992: Paul Motian in Tokyo (JMT) met Joe Lovano, Bill Frisell
- 1993: Trioism (JMT) met Joe Lovano, Bill Frisell + Dewey Redman
- 1997: Sound of Love (Winter & Winter) met Joe Lovano, Bill Frisell
- 2005: I Have the Room Above Her (ECM) met Joe Lovano, Bill Frisell
- 2006: Garden of Eden (ECM) met Chris Cheek, Tony Malaby, Ben Monder, Steve Cardenas, Jakob Bro, Jerome Harris
- 2007: Time and Time Again (ECM) met Joe Lovano, Bill Frisell
- 2010: Lost in a Dream (ECM) met Jason Moran, Chris Potter
- 2011: The Windmills of Your Mind (Winter & Winter) met Bill Frisell, Thomas Morgan, Petra Haden (Gesang)

Met de Electric Bebop Band
- 1993: Paul Motian and the Electric Bebop Band (JMT) met Joshua Redman, Kurt Rosenwinkel, Brad Schoeppach, Stomu Takeishi
- 1994: Reincarnation of a Lovebird (JMT) met Chris Cheek, Chris Potter, Kurt Rosenwinkel, Wolfgang Muthspiel, Steve Swallow, Don Alias
- 1997: Flight of the Blue Jay (Winter & Winter) met Chris Cheek, Chris Potter, Kurt Rosenwinkel, Brad Schoeppach, Steve Swallow
- 1999: Plays Monk and Powell (Winter & Winter) met Chris Cheek, Chris Potter, Kurt Rosenwinkel, Steve Cardenas, Steve Swallow
- 2001: Europe (Winter & Winter) met Chris Cheek, Pietro Tonolo, Ben Monder, Steve Cardenas, Anders Christensen
- 2002: Holiday for Strings (Winter & Winter) met Chris Cheek, Pietro Tonolo, Ben Monder, Steve Cardenas, Anders Christensen

Met Trio 2000
- 1998: Trio 2000 + One (Winter & Winter) met Chris Potter, Larry Grenadier + Masabumi Kikuchi, Steve Swallow
- 2006: On Broadway Vol. IV or The Paradox of Continuity (Winter & Winter) met Chris Potter, Larry Grenadier + Masabumi Kikuchi, Rebecca Martin
- 2006: Live at the Village Vanguard Vol. I (Winter & Winter) met Chris Potter, Larry Grenadier + Masabumi Kikuchi, Greg Osby
- 2008: Live at the Village Vanguard Vol. II (Winter & Winter) met Chris Potter, Larry Grenadier + Masabumi Kikuchi, Greg Osby, Mat Maneri
- 2009: On Broadway Vol. V (Winter & Winter) met Loren Stillman, Thomas Morgan + Masabumi Kikuchi, Michaël Attias
- 2010: Live at the Village Vanguard Vol. III (Winter & Winter) met Chris Potter, Larry Grenadier + Masabumi Kikuchi, Mat Maneri